# Giovanni Maria Moricino
(De Angelis, 1710)
Giovanni Maria Moricino (Brindisi, 10 marzo 1558 – Brindisi, settembre 1628) è stato un medico e scrittore italiano, autore di una storia della città di Brindisi, rimasta manoscritta e poi pubblicata a proprio nome da Andrea Della Monaca.

## Biografia
Figlio di Gianfrancesco e di Dianora Taccone, sorella del poeta Nicola. 
Si dedicò sin da giovane agli studi di scienze e letteratura, guadagnandosi la stima e l'ammirazione dei letterati del suo tempo.

La tragica fine dell'unico figlio, il sedicenne Francesco (m. 1571), caduto da un albero di gelso moro, gli provocò un dolore immenso che lo accompagnò per tutta la vita, in parte confortato da un'incrollabile fede in Dio. In quella funesta occasione compose anche l'epitaffio in latino 
 che fece iscrivere nel sepolcro fatto realizzare nella chiesa dei francescani di Brindisi in una cappella in stile barocco dedicata a San Francesco.
Nel 1595, alla morte del vescovo brindisino Ayardi, era il medico personale dell'alto prelato e per questo subì un processo, risoltosi poi favorevolmente, di sospetto avvelenamento. Tutto ciò non gli fu di alcun danno al prestigio, poiché fu successivamente anche eletto sindaco della sua città (1605-1606) e insegnò l'arte medica a Monopoli e Mesagne con grande profitto.
Grazie ad un ampio lavoro di erudizione (la sua ricchissima biblioteca, dispersa dopo la sua morte, era nota a Brindisi) e con l'aiuto degli estratti dei Regesti della Regia Camera di Napoli fornitigli dall'amico e concittadino Ferrante Fornari, scrisse una storia di Brindisi ("Dell'antiquità e vicissitudini della città di Brindisi e della di lei origine sino al 1604"); il manoscritto fu in seguito utilizzato dal carmelitano Andrea Della Monaca per la sua Memoria historica della città di Brindisi (Lecce 1674), che il Pedio ha dimostrato essere in massima parte opera di plagio letterario.
Alla morte, avvenuta a Brindisi nel settembre del 1628, anche i suoi resti furono collocati nella cappella di San Francesco dove aveva dato degna sepoltura al figlio.